# 타라 놀스
타라 놀즈 (Tara Knowles)는 미국 FX Networks 드라마 썬즈 오브 아나키에 등장하는 등장인물이다.
차밍타운 출신으로 고등학교 시절 잭스 텔러와 연애했었으나 결별하고 대도시로 떠나 전문 의사가 되었다. 이후 스토커인 연방요원을 피해 다시 차밍타운으로 돌아온다. 차밍타운으로 돌아와 스토커를 살해한 잭스 텔러와 결혼했다. 결혼 이전에는 젬마 텔러 모로우가 극심히 반대했으나 막상 결혼한 이후에는 자신의 샘크로에서의 대모 위치를 물려받을 후계자로 대우해주고 있다. 전문 의사로 병원에 따로 재직하면서도 차밍타운 샘크로 조직의 부상 치료를 책임져주고 있기도 하다.
IRA의 미국 잔당이나 멕시코계열 조직 잔당에 의해 여러차례 살해 위협을 겪었다.